# Far East Club Band
Far East Club Band（ファー・イースト・クラブ・バンド）は、シンガーソングライター、小田和正のバックバンド。

## 経歴
1990年に結成。小田を含め現メンバーのほとんどが血液型A型 のバンドである。
バンドの名前でもあるFar East Clubは、小田の所属事務所の名前である。
小田のコンサート・ツアー、楽曲のレコーディング、TBSテレビでほぼ毎年クリスマス時期に放送されている音楽番組『クリスマスの約束』での演奏を担当している。
これまで幾度かのメンバーチェンジを繰り返しており、結成当初から在籍しているのは栗尾直樹（キーボード）と吉池千秋（ベース）のみである。
1991年5月18日にリリースされた小田のベスト・アルバム『Oh! Yeah!』の収録曲である「FAR EAST CLUB BAND SONG」は結成当初のメンバーが参加。1995年1月25日にリリースされた小田のシングル「so long my love」は現在のメンバーが演奏している。
2000年と2002年にオリジナル・アルバムをリリース。ライブ活動も行なった。

## 現在在籍のメンバー
- 木村万作（ドラムス、1994年～）
- 吉池千秋（ベース、1990年～1993年、2022年8月〜）結成時のメンバーのひとり。2022年のツアーでは新型コロナ感染で療養中の有賀啓雄に代わって1992年のスタジアムライブ以来実に30年ぶりの参加を果たす。2023年のツアーにも帯同し、現在に至る。
- 稲葉政裕（ギター、1997年～）
- 栗尾直樹（キーボード、1990年～）

## 過去在籍のメンバー
- 武田俊彦（ドラムス、1990年～1992年）
- 山内薫（ベース、1994年～2006年）現在は後述のライブイベントのみの参加。
- 有賀啓雄（ベース、2005年～2022年7月）当初は山内薫がスケジュールの都合で小田のツアーに参加できなかった時のみだったが、その後はレギュラーとして活動。2022年の小田のツアーでは新型コロナウイルスに罹患したため、一部公演を不参加。その後、2023年2月に前立腺がん（ステージ4）であることを自身のTwitterで公表し療養中[4]だったが、2月27日に死去[5]。歴代のメンバーの中では初の物故者となった。
- 安部恭弘（ギター&コーラス、1990年～1992年）
- 日高恵一（ギター、1990年～1993年）
- 高山一也（ギター、1993年～1996年）
- 高村ブン太（パーカッション、1990年～1992年）
- 木下智明（パーカッション&コーラス、2000年～2012年）小田のマネジメントスタッフも兼任している。ツアーのパンフレットや『クリスマスの約束』のスタッフロールでは「KINO」と表記されている。
- 山本潤子（コーラス、1994年～1998年）
- 今滝真理子（コーラス、1996年～1998年）
- 加藤いづみ（コーラス、2000年～2002年）
- 園山光博（サックス、1990年～2012年）初代バンドマスター。2014年-2015年のツアー『本日 小田日和』以降は自身のスケジュールの都合上、不参加であり正式なアナウンスがされないまま、脱退したと思われる。

### ゲスト参加
- 佐藤竹善（コーラス、1990年のツアー（一部）、1992年夏に行われた野外コンサートに出演）
- 大石真理恵（パーカッション、2000年に行われたカウントダウン・コンサートに出演）
- 後藤雅夫（ドラムス、1993年10月、小田の母校、東北大学での学園祭コンサートに出演）
- 鎌田清（ドラムス、1997年、映画『緑の街』に河相我聞演じる新田が率いるバンドのメンバーとして出演）[6]

## ディスコグラフィー

### オリジナル・アルバム
1. Far East Club Band（2000年4月19日）
2. ANOTHER MOONLIGHT（2002年4月24日）

## ライブイベント
すべて横浜BLITZでの開催。
- LEGEND OF ROCK (2006年10月5日)
  - ゲスト:佐橋佳幸、近田潔人、西慎嗣、長見順
- LEGEND OF MASTERPIECE (2007年3月9日)
  - ゲスト:近田潔人、西慎嗣、葛城哲哉、長井ちえ、根本要
- LEGEND OF MASTERPIECE (2007年9月11日)
  - ゲスト:近田潔人、西慎嗣、菅原潤子、Dr.kyOn、、安達久美
- LEGEND OF MASTERPIECE Vol.lV (2008年2月29日)
  - ゲスト:近田潔人、西慎嗣、園山光博、曾我泰久、長井ちえ、菅原潤子、山崎まさよし
- LEGEND OF MASTERPIECE Vol.V (2008年10月11日)
  - ゲスト:西慎嗣、園山光博、ダニー馬場、ウルフルケイスケ、矢井田瞳
- LEGEND OF MASTERPIECE Vol.Ⅵ (2009年10月10日)
  - ゲスト:近田潔人、園山光博、安達久美、寺岡呼人、和田唱（TRICERATOPS）
- LEGEND OF MASTERPIECE Vol.Ⅶ (2010年3月13日)
  - ゲスト:近田潔人、園山光博、大渡亮、EITA、儀間崇（MONGOL800）
- LEGEND OF MASTERPIECE Vol.Ⅷ (2010年10月23日)
  - ゲスト:近田潔人、園山光博、SHOKA（Respect）、大介（Aqua Timez）、ムッシュかまやつ、黒澤健一